# Haematopinus suis
Haematopinus suis (лат.) или свиная вошь — паразитическое насекомое из семейства кровохлёбок.

## Описание
Вошь обитает на наружных покровах животных, провоцирует развитие педикулеза, вид паразита — Haematopinus suis, насекомое отличается крупными размерами (достигает 4 — 5 мм. в длину), характеризуется серо-жёлтым окрасом, глаза отсутствуют. Тело покрыто щетинками и волосками.
Является переносчиком сибирской язвы, а также лихорадки и чумы свиней и прочие болезни.